# Önometer
Ein Önometer (griech. Weinmessgerät) ist ein von dem französischen Priester und Physiker Pierre Bertholon de Saint Lazare (1741–1800) erfundenes Instrument, das anzeigt, wann die Maische sich auf dem Höhepunkt der Gärung befindet, so dass die Umfüllung in die Fässer vonstattengehen kann. Versuchsergebnisse mit dem Gerät wurden im Februar 1783 in Roziers-Journal veröffentlicht.